# セキュア
株式会社セキュア（英: SECURE, INC.）は、東京都新宿区に本社を置き、セキュリティソリューション事業を展開する日本の企業。

## 沿革
- 2002年10月 - 台東区東上野に資本金500万円にて有限会社セキュアを設立
- 2004年2月 - 株式会社セキュアへ組織変更 資本金を1500万円
- 2005年10月 - 新宿区西新宿へ本社移転
- 2006年8月 - ドアロック「Sefirio」で経済産業大臣賞を受賞[1]
- 2010年10月 - セキュア第2創業スタート　アクセスコントロール、CCTVの本格販売開始
- 2014年8月 - 新宿区西新宿 新宿住友ビルへ本社移転
- 2016年5月 - クラウド型監視カメラサービス　「SECURE VSaaS」リリース
- 2018年10月 - AIによる混雑度見える化クラウドサービス　「混雑カウント」リリース
- 2019年10月 - 「Security System Lab」を開設
- 2020年3月 - 韓国京畿道城南市に新会社SECURE KOREA, Inc設立
- 2020年7月 - 無人型店舗「SECURE SECURE AI STORE LAB」オープン
- 2020年9月 - クラウド型入退室管理サービス「SECURE AI Office Base」リリース
- 2020年11月 - 監視カメラ映像のAI解析によるクラウド型の混雑度見える化サービス 「SECURE群衆カウントソリューション」リリース[2][3]
- 2021年4月 - 「SECURE AI STORE LAB」を未来型AI無人店舗「DIME LOUNGE STORE」としてリニューアル
- 2021年6月 - 綜合警備保障株式会社と共同開発した「ALSOK混雑状況配信サービス」リリース
- 2021年10月 - マスク着用に対応した「顔認証のぞき見ブロッカー」リリース
- 2021年12月 - 東京証券取引所へ新規上場（証券コード：4264）
- 2023年7月 - AIによるレジレス・無人決済店舗 「SECURE AI STORE LAB 2.0」をグランドオープン
- 2024年1月 - 株式会社ジェイ・ティー・エヌの全株式の取得に伴い、子会社化
- 2024年7月 - AI画像解析結果を音声・テキスト・映像で即時通知する 「 GUARD-FORCE Standard 」リリース
- 2025年2月 - 株式会社メルコホールディングスと資本業務提携